# داستان بی‌پایان ۳
داستان بی‌پایان ۳ (به انگلیسی: The NeverEnding Story III) یک فیلم سینمایی فانتزی و ماجراجویانه، آلمانی-آمریکایی محصول سال ۱۹۹۴ به کارگردانی پیتر مک‌دونالد است. این سومین و آخرین فیلم در این مجموعه محسوب می‌شود.

## داستان
یک پسر جوان باید کتابی جادویی که رابطی است بین زمین و جهان را از دست گروهی قلدر که آن را دزدیده‌اند را پس بگیرد و …

## بازیگران
- جیسون جیمز ریختر در نقش باستین بالتازار بوکس
- ملودی کی در نقش نیکول باکستر، خواهر ناتنی باستین
- جک بلک در نقش اسلیپ ("ناپسند")، رهبر ناسیتی‌ها
- فردی جونز در نقش کارل کنراد کورئاندر، کتابدار محلی سابق؛ پیرمرد کوه سرگردان
- جولی کاکس در نقش ملکه کودکانه
- مویا بردی در نقش Urgl
- تونی رابینسون
- تریسی الیس در نقش جین بوکس، نامادری باستین
- کوین مک نالتی در نقش بارنی بوکس، پدر باستین
- فردریک واردر در نقش آقای Rockbiter Sr.
- ویلیام تاد جونز در نقش خانم راک بیتر
- دیو فرمن در نقش آقای راک بیتر جونیور
- گوردون رابرتسون در نقش فالکور
- Kaefan Shaw در نقش ترول پارس
- آچسون را به عنوان سرایدار مارک اچه‌سن
- رایان بولمن در نقش سگ، یکی از اعضای گروه Nasties
- کارول فین در نقش مارسیا / موکی، یکی از اعضای دوست دختر Nasties و Slip
- نیکول پارکر در نقش کوئل، یکی از اعضای Nasties
- آدرین دوروال در نقش خشم، یکی از اعضای گروه Nasties

## انتشار فیلم
این فیلم برای اولین بار در ۲۷ اکتبر ۱۹۹۴ در آلمان منتشر شد. در فیلیپین، در ۴ ژانویه ۱۹۹۵ و با اکران پیشرفته در ۲ ژانویه توسط Jemah Films اکران شد. اکران محدود این فیلم در ایالات متحده در ۲ فوریه ۱۹۹۶ انجام شد.

## باکس آفیس
در اواخر دسامبر ۱۹۹۴، این فیلم در آلمان ۵ میلیون دلار فروش کرد.